# Championnats d'Asie de cyclisme 2014
Navigation
Championnats d'Asie 2013 Championnats d'Asie 2015
Les Championnats d'Asie de cyclisme 2014 se déroulent du 21 mai au 1er juin 2014 à Astana et Karaganda au Kazakhstan.

## Résultats des championnats sur route

### Épreuves masculines

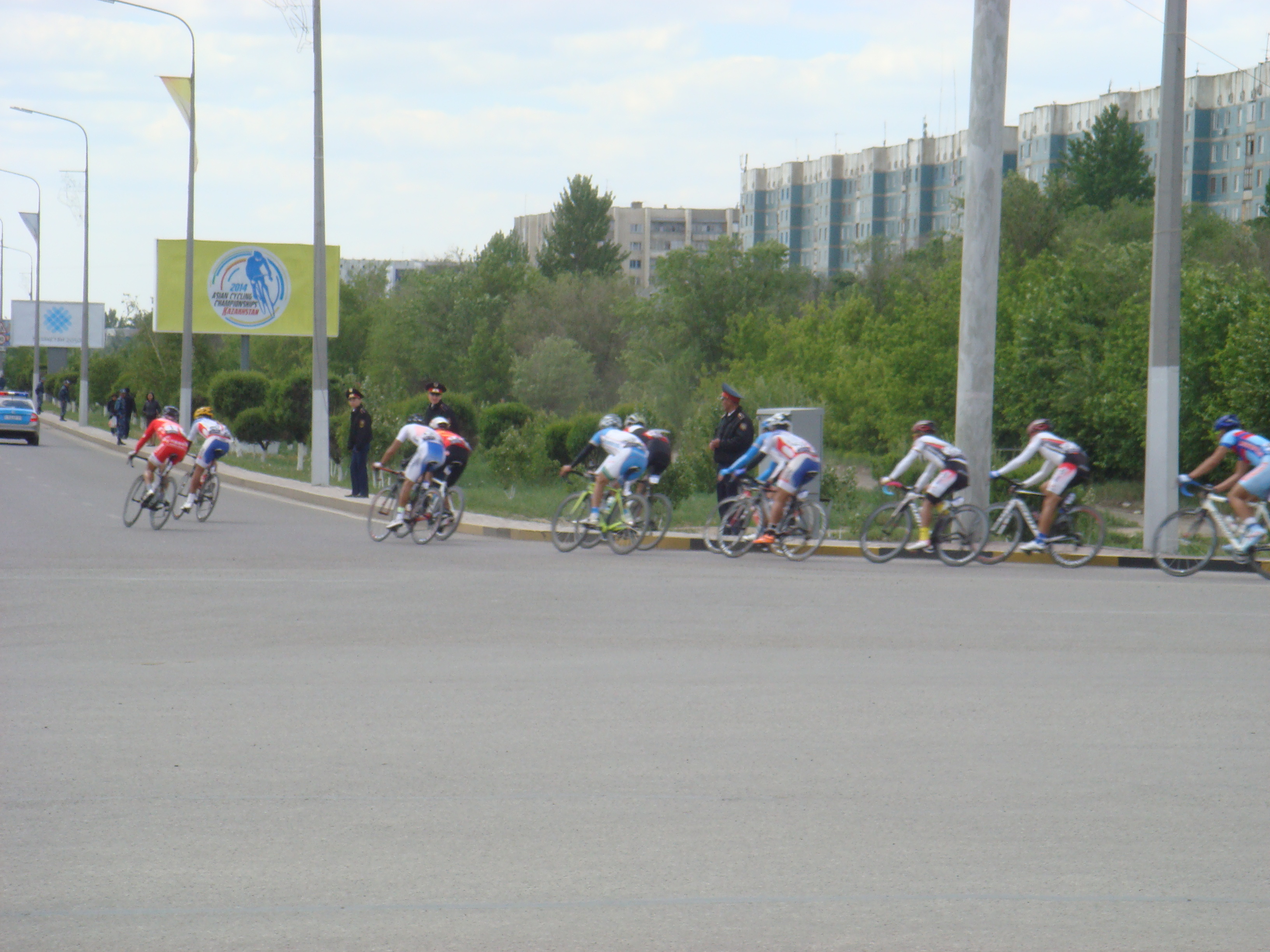
Championnats d'Asie de cyclisme 2014 dans la Karaganda.

| Hommes - Élites  |                  |                  |                 |
| Course en ligne  | Ruslan Tleubayev | Maxim Iglinskiy  | Dmitriy Gruzdev |
| Contre-la-montre | Dmitriy Gruzdev  | Eugen Wacker     | Choe Hyeong-min |
| Hommes - Espoirs |                  |                  |                 |
| Course en ligne  | Vadim Galeyev    | Oleg Zemlyakov   | Maxat Ayazbayev |
| Contre-la-montre | Park Sang-hoon   | Leung Chun Wing  | Ali Khademi     |
| Hommes - Juniors |                  |                  |                 |
| Course en ligne  | Grigoriy Shtein  | Yevgeniy Gidich  | Alexey Voloshin |
| Contre-la-montre | Kim Jihun        | Alisher Zhumakan | Keigo Kusaba    |

### Épreuves féminines

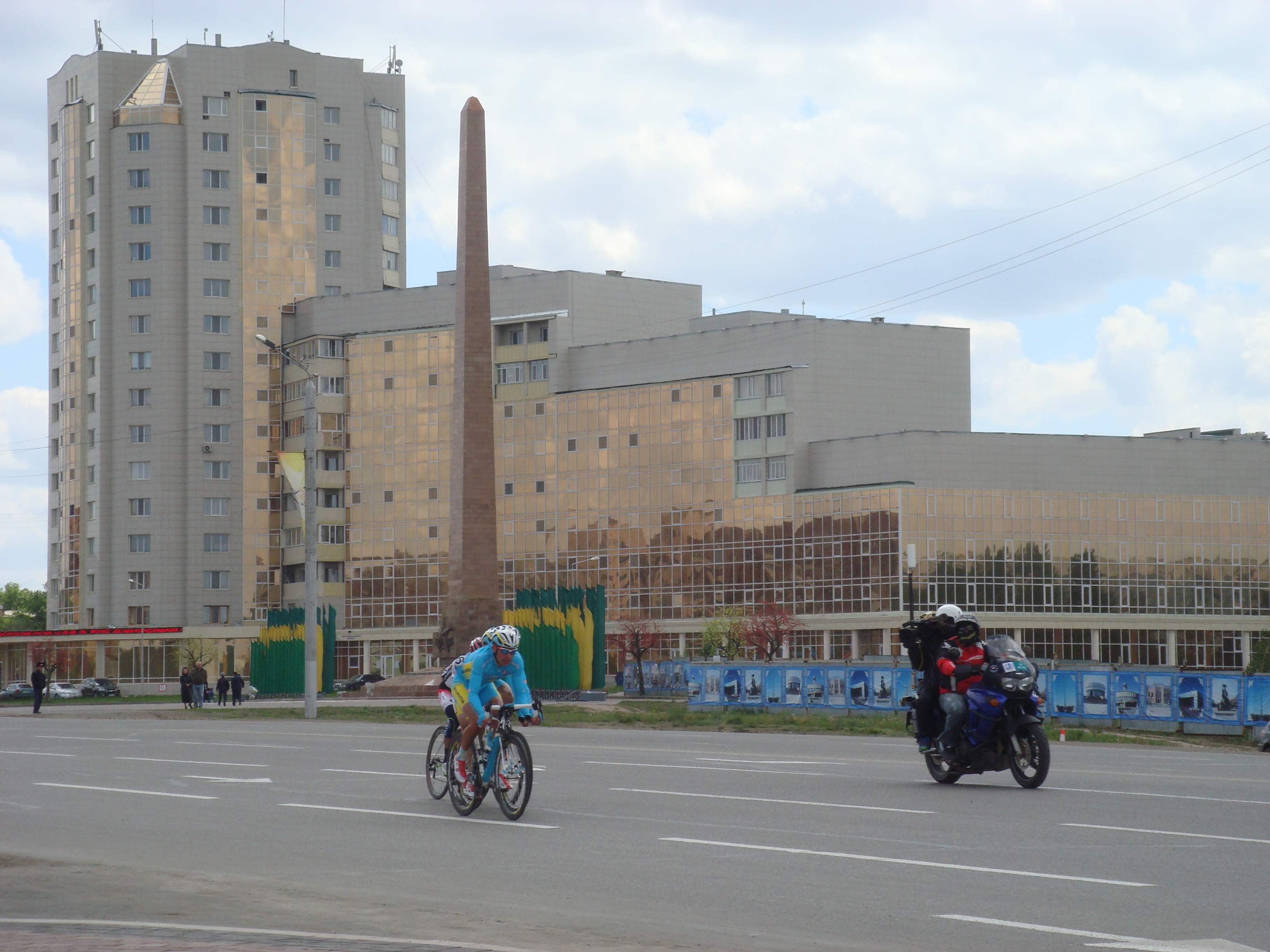
Championnats d'Asie de cyclisme 2014 dans la Karaganda.

| Femmes - Élites  |                     |                |                          |
| Course en ligne  | Hsiao Mei-yu        | Xiao Juan Diao | Gu Sun-geun              |
| Contre-la-montre | Na Ah-reum          | Eri Yonamine   | Enkhjargal Tuvshinjargal |
| Femmes - Juniors |                     |                |                          |
| Course en ligne  | Nadezhda Geneleva   | Yumi Kajihara  | Kiyoka Sakaguchi         |
| Contre-la-montre | Yekaterina Yuraitis | Yumi Kajihara  | Ekaterina Knebeleva      |

## Résultats des championnats sur piste

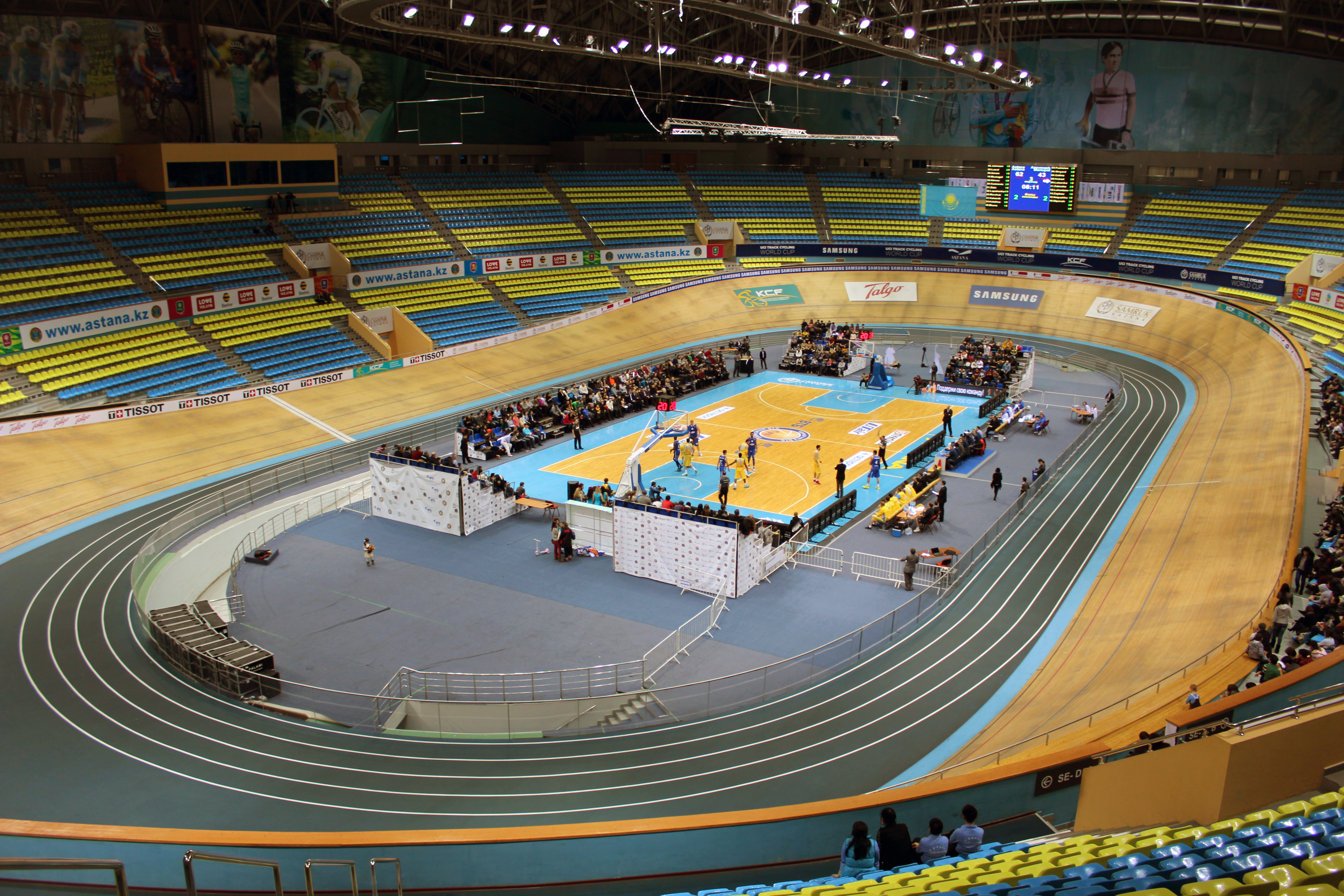
Le Saryarka Velodrome.

### Épreuves masculines
| Épreuves               | Or                                                | Argent                                                                | Bronze                                                           |
| ---------------------- | ------------------------------------------------- | --------------------------------------------------------------------- | ---------------------------------------------------------------- |
| Kilomètre              | Im Chae-bin                                       | Yuta Wakimoto                                                         | Wu Lok Chun                                                      |
| Keirin                 | Yuta Wakimoto                                     | Azizulhasni Awang                                                     | Im Chae-bin                                                      |
| Vitesse individuelle   | Azizulhasni Awang                                 | Seiichiro Nakagawa                                                    | Kang Dong-jin                                                    |
| Vitesse par équipes    | Corée du Sud Kang Dong-jin Im Chae-bin Jeyong Son | Chine Hu Ke Xu Chao Bao Saifei                                        | Japon Seiichiro Nakagawa Kazunari Watanabe Yudai Nitta           |
| Poursuite individuelle | Im Jae-yeon                                       | Yuan Zhong                                                            | Behnam Khalilikhosroshahi                                        |
| Poursuite par équipes  | Chine Shi Tao Yuan Zhong Qin Chenlu Shen Pingan   | Hong Kong Cheung King Wai Cheung King Lok Leung Chun Wing Lok Chun Wu | Corée du Sud Jang Sun-jae Park Keon-woo Park Seon-ho Cho Ho-sung |
| Course aux points      | Cheung King Lok                                   | Feng Chun Kai                                                         | Mohammad Rajablou                                                |
| Scratch                | Cho Ho-sung                                       | Behnam Khalilikhosroshahi                                             | Feng Chun Kai                                                    |
| Américaine             | Hong Kong Cheung King Lok Leung Chun Wing         | Kazakhstan Nikita Panassenko Pavel Gatskiy                            | Corée du Sud Jang Sun-jae Park Keon-woo                          |
| Omnium                 | Liu Hao                                           | Eiya Hashimoto                                                        | Cheung King Lok                                                  |

### Épreuves féminines
| Épreuves               | Or                                                       | Argent                                                   | Bronze                                                   |
| ---------------------- | -------------------------------------------------------- | -------------------------------------------------------- | -------------------------------------------------------- |
| 500 mètres             | Lee Wai Sze                                              | Lee Hyejin                                               | Fatehah Mustapa                                          |
| Keirin                 | Lee Wai Sze                                              | Kim Won-Gyeong                                           | Zhong Tianshi                                            |
| Vitesse individuelle   | Junhong Lin                                              | Zhong Tianshi                                            | Lee Wai Sze                                              |
| Vitesse par équipes    | Chine Junhong Lin Zhong Tianshi                          | Corée du Sud Kim Won-Gyeong Lee Hyejin                   | Japon Kayono Maeda Takako Ishii                          |
| Poursuite individuelle | Jing Yali                                                | Pang Yao                                                 | Na Ah-reum                                               |
| Poursuite par équipes  | Chine Jing Yali Zhao Baofang Huang Dong Yan Jiang Wenwen | Corée du Sud Na Ah-reum You Ri Kim Lee Min-hye Ju-Mi Lee | Hong Kong Yang Qianyu Pang Yao Meng Zhao Juan Jamie Wong |
| Course aux points      | Kisato Nakamura                                          | Nontasin Chanpeng                                        | Jupha Somnet                                             |
| Scratch                | Huang Dong Yan                                           | Yang Qianyu                                              | Tseng Hsiao Chia                                         |
| Omnium                 | Luo Xiao Ling                                            | Hsiao Mei Yu                                             | Lee Min-hye                                              |

## Tableau des médailles

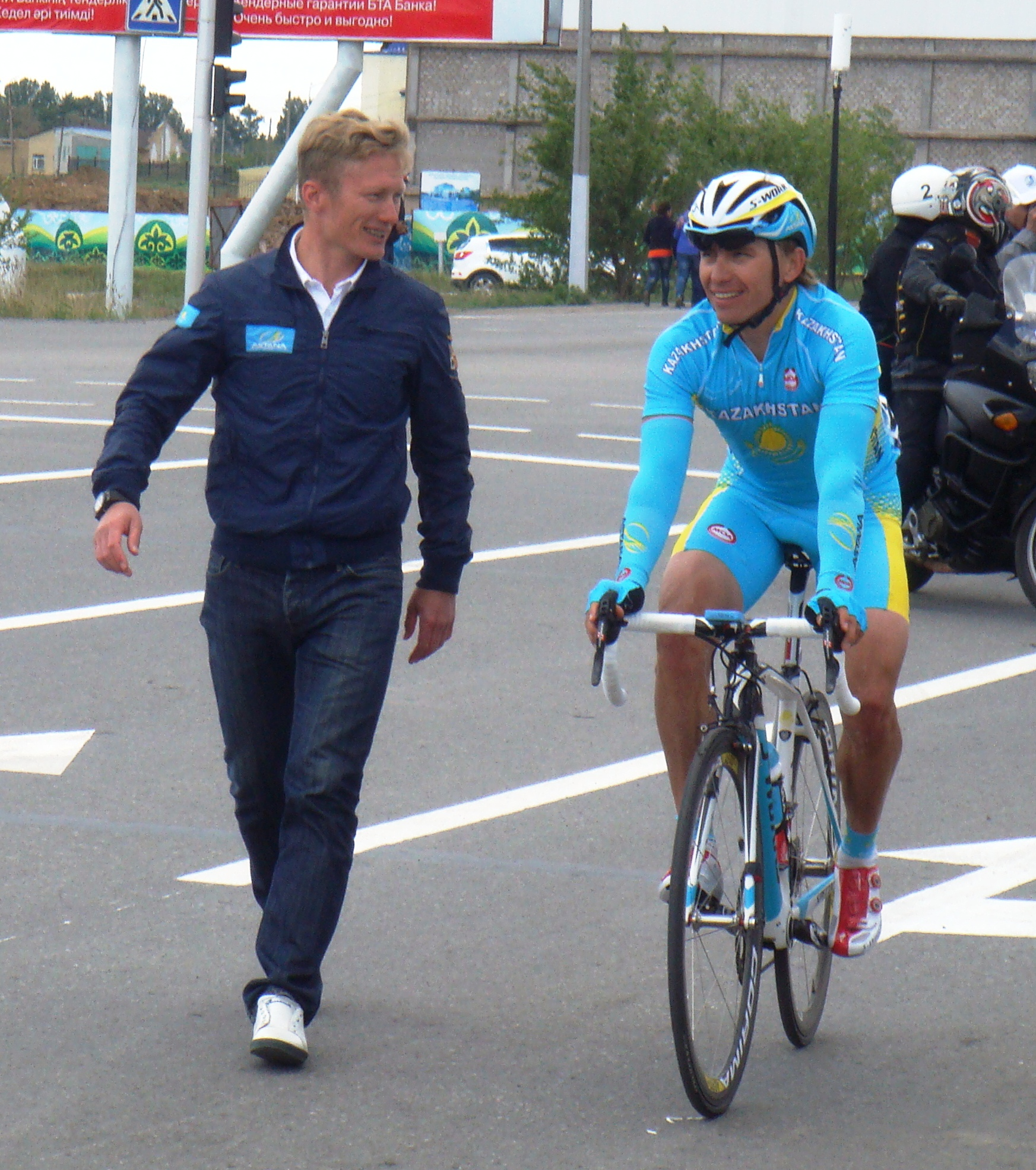
Alexandre Vinokourov.

Les compétitions espoirs et juniors ne sont pas comptabilisées au tableau des médailles.
| Rang  | Nation         | Or | Argent | Bronze | Total |
| ----- | -------------- | -- | ------ | ------ | ----- |
| 1     | Chine          | 8  | 3      | 1      | 12    |
| 2     | Corée du Sud   | 5  | 3      | 8      | 16    |
| 3     | Hong Kong      | 4  | 4      | 3      | 11    |
| 4     | Japon          | 2  | 4      | 2      | 8     |
| 5     | Kazakhstan     | 2  | 2      | 1      | 5     |
| 6     | Taipei chinois | 1  | 3      | 2      | 6     |
| 7     | Malaisie       | 1  | 1      | 2      | 4     |
| 8     | Iran           | 0  | 1      | 3      | 4     |
| 9     | Kirghizistan   | 0  | 1      | 0      | 1     |
| 9     | Thaïlande      | 0  | 1      | 0      | 1     |
| 11    | Mongolie       | 0  | 0      | 1      | 1     |
| Total | Total          | 23 | 23     | 23     | 69    |